# Universität Prešov

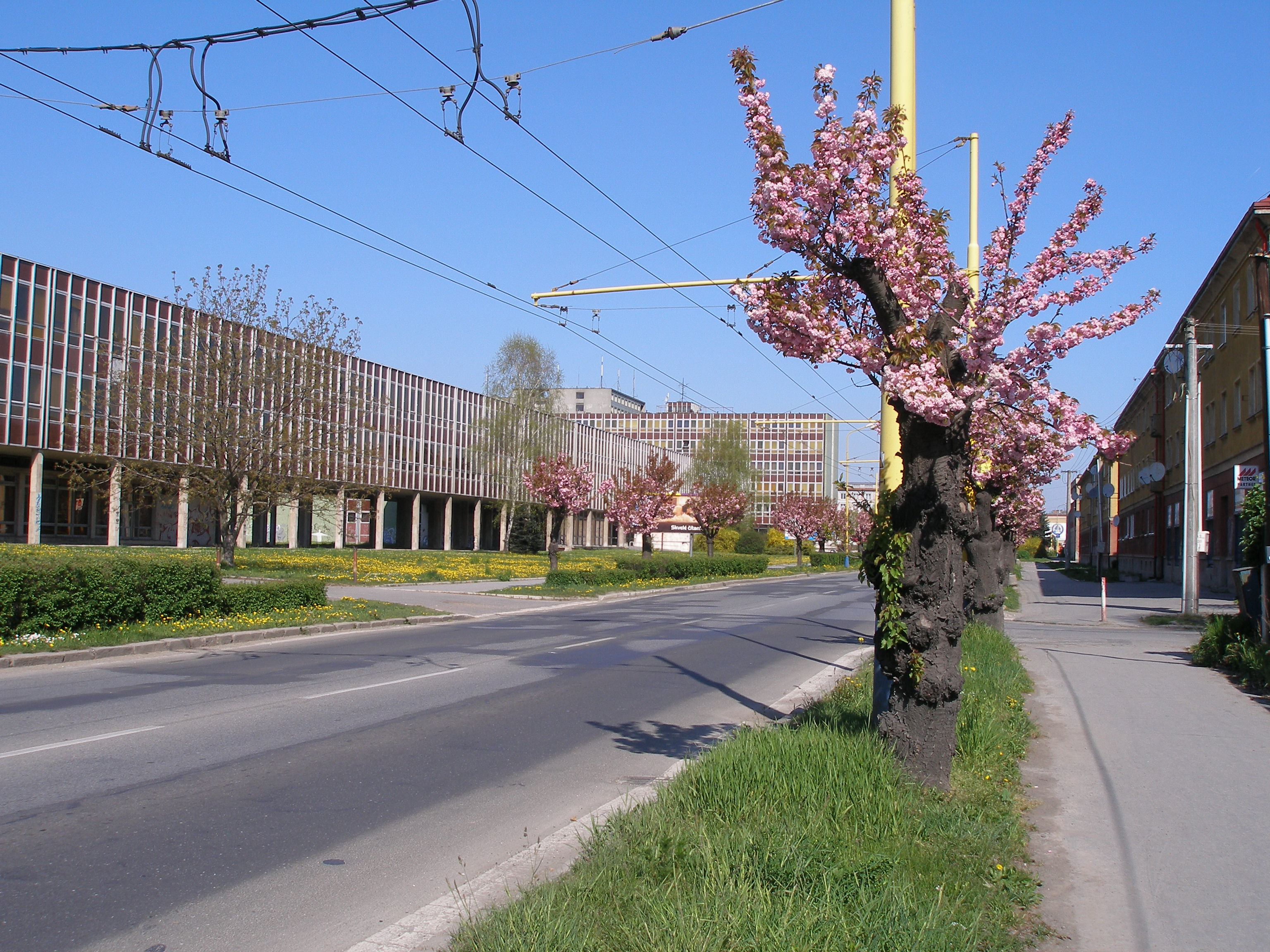

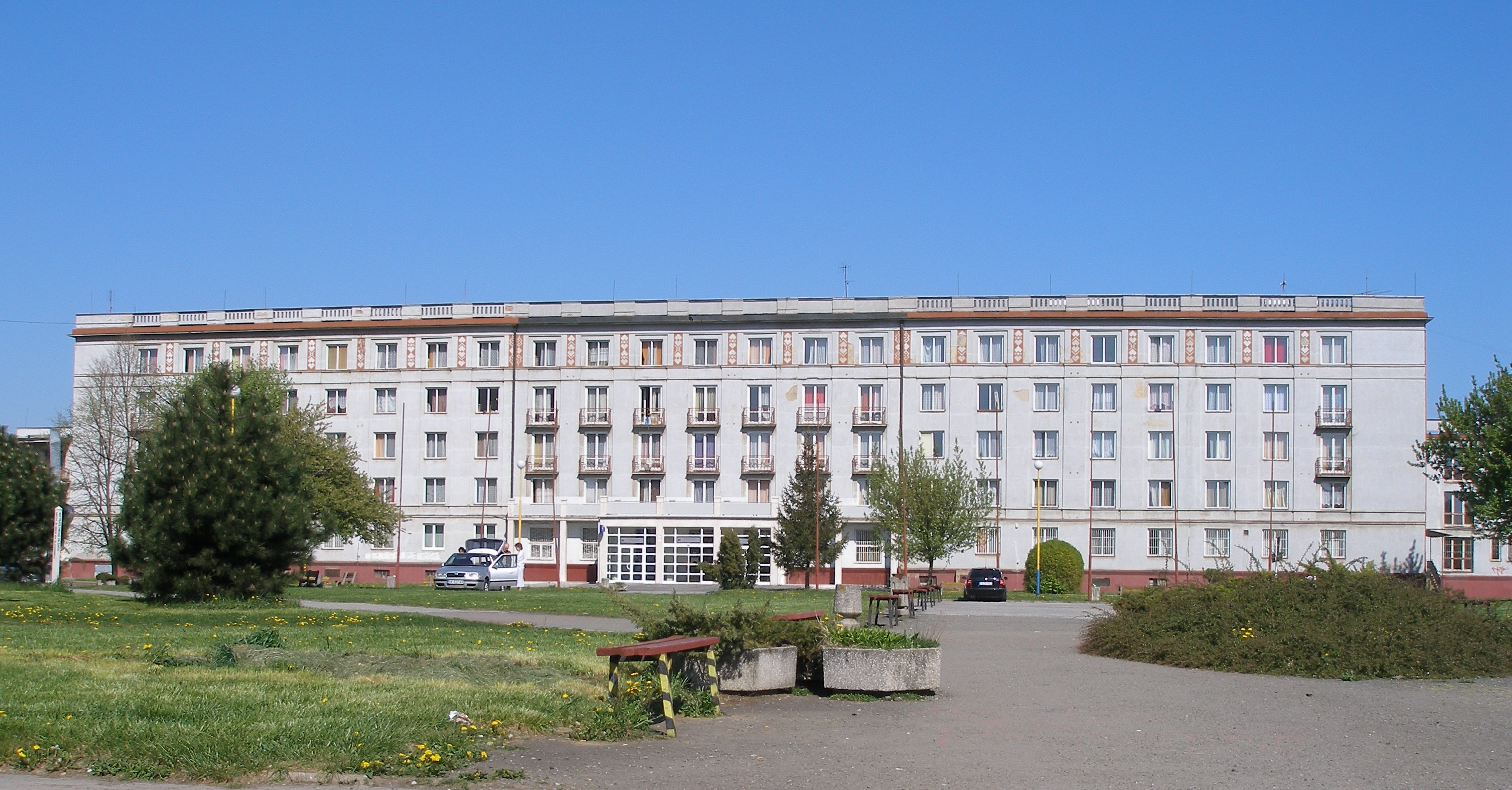

Die Prešover Universität in Prešov, slowakisch Prešovská univerzita v Prešove (kurz PU), ist eine öffentlich-rechtliche Universität in der slowakischen Stadt Prešov. 
Die Universität entstand 1996 durch Verselbstständigung des Prešover Teiles der Pavol-Jozef-Šafárik-Universität mit Sitz in Košice.
Bekannt ist die Universität u. a. wegen ihres germanistischen Institutes, das zu den traditionsreichsten der Slowakei gehört. An diesem wurde von 2009 bis 2015 jährlich der landesweite Prešover Kurzgeschichtenwettbewerb veranstaltet. Seit 2019 beherbergt das Institut die umfangreiche Privatbibliothek des renommierten Schweizer Germanisten Bernhard Böschenstein und seiner Frau Renate Böschenstein-Schäfer, die öffentlich zugänglich ist.

## Fakultäten
Die Universität ist in acht Fakultäten gegliedert:
- Philosophische Fakultät
- Griechisch-katholische Theologische Fakultät
- Fakultät für Geistes- und Naturwissenschaften
- Fakultät für Management
- Pädagogische Fakultät
- Orthodoxe theologische Fakultät
- Fakultät für Sport
- Fakultät für Gesundheitswesen